# ساغویه
ساغویه، روستایی در دهستان مروشکان بخش توجردی شهرستان سرچهان در استان فارس ایران است.

## جمعیت
بر پایه سرشماری عمومی نفوس و مسکن در سال ۱۳۹۵، جمعیت این روستا برابر با ۳۰۴ نفر (۹۶ خانوار) بوده است.